# A Nemzetközi Nyelvészeti Diákolimpiák magyar versenyzői
Ez a lista a Nemzetközi Nyelvészeti Diákolimpiák helyezést elért magyar versenyzőit sorolja fel.

## A magyar versenyzők eredményei a diákolimpiák (fordított) időrendi sorrendjében
20. Bansko, Bulgária (2023) – 205 versenyző
- Móricz Benjamin, (Budapest, Fazekas Mihály Gimnázium), 62,5 pont (ezüstérem)
- Bognár András, (Budapest, Fazekas Mihály Gimnázium), 51 pont (bronzérem)

19. Castletown, Man-sziget (2022) – 184 versenyző
- Páhán Anita Dalma, 47 pont (bronzérem)
- Egyházi Hanna 43 pont (bronzérem)
- Móricz Benjamin 42,9 pont (bronzérem)

18. Ventspils, Lettország (2021) – 216 versenyző
- Gyetvai Miklós, 48,5 pont, (ezüstérem)
- Probojcsevity Lili, 46,7 pont, (bronzérem)
- Kövér Blanka, 36,9 pont, (dicséret)
- Egyházi Hanna, 32,5 pont, (dicséret)

17. Yongin, Dél-Korea (2019) – 209 versenyző
- Kövér Blanka, 58,9 pont, (bronzérem)
- Blaskovics Ákos, 50,45 pont, (bronzérem)
- Árvay-Vass Iván, 42,45 pont, (dicséret)
- Dobák Dániel, 40,05 pont, (dicséret)

16. Prága, Csehország (2018) – 192 versenyző
- Ugrin Bálint József, 63,7 pont, (ezüstérem)
- Vári-Kakas Andor, 47,65 pont, (bronzérem)
- Árvay-Vass Iván, 47,5 pont, (bronzérem)

15. Dublin, Írország (2017) – 172 versenyző
- Souly Alexandra, 46,5 pont, (dicséret)
- Mazzag Bálint, 42 pont, (dicséret)

14. Mysore, India (2016) – 167 versenyző
- Mazzag Bálint, 43 pont, (bronzérem)
- Diviki-Nagy Botond, 36 pont, (dicséret)
- Souly Alexandra, 32 pont, (dicséret)

13. Blagoevgrad, Bulgária (2015) – 166 versenyző
- Ugrin Bálint József, 46 pont, (bronzérem)

12. Peking, Kína (2014) – 152 versenyző
- Tímár Veronika, 35 pont, (dicséret)

11. Manchester, Egyesült Királyság (2013) – 138 versenyző
- Szabó Attila Dániel, 41 pont, (dicséret)

## A magyar versenyzők eredményei nevük betűrendi sorrendjében
(A = első díj/aranyérem, E = második díj/ezüstérem, B = harmadik díj/bronzérem, D = dicséret/elismerés. Az eredmény fokát jelölő betűk után zárójelben a megfelelő diákolimpiát sorszámmal és évszámmal is megadjuk.)
| Árvay-Vass Iván     |  | eredménye(i): |  |  | B (16, 2018), D (17, 2019) |
| Blaskovics Ákos     |  | eredménye(i): |  |  | B (17, 2019)               |
| Bognár András       |  | eredménye(i): |  |  | B (20, 2023)               |
| Diviki-Nagy Botond  |  | eredménye(i): |  |  | D (14, 2016)               |
| Dobák Dániel        |  | eredménye(i): |  |  | D (17, 2019)               |
| Egyházi Hanna       |  | eredménye(i): |  |  | D (18, 2021), B (19, 2022) |
| Gyetvai Miklós      |  | eredménye(i): |  |  | E (18, 2021)               |
| Kövér Blanka        |  | eredménye(i): |  |  | B (17, 2019), D (18, 2021) |
| Mazzag Bálint       |  | eredménye(i): |  |  | B (14, 2016), D (15, 2017) |
| Móricz Benjamin     |  | eredménye(i): |  |  | B (19, 2022), E (20, 2023) |
| Páhán Anita Dalma   |  | eredménye(i): |  |  | B (19, 2022)               |
| Probojcsevity Lili  |  | eredménye(i): |  |  | B (18, 2021)               |
| Souly Alexandra     |  | eredménye(i): |  |  | D (14, 2016), D (15, 2017) |
| Szabó Attila Dániel |  | eredménye(i): |  |  | D (11, 2013)               |
| Tímár Veronika      |  | eredménye(i): |  |  | D (12, 2014)               |
| Ugrin Bálint József |  | eredménye(i): |  |  | B (13, 2015), E (16, 2018) |
| Vári-Kakas Andor    |  | eredménye(i): |  |  | B (16, 2018)               |